# Giải Oscar cho nữ diễn viên phụ xuất sắc nhất
Giải Oscar cho nữ diễn viên phụ xuất sắc nhất (tiếng Anh: Performance by an Actress in a Supporting Role) là một hạng mục trong hệ thống Giải Oscar được Viện Hàn lâm Khoa học và Nghệ thuật Điện ảnh (Academy of Motion Picture Arts and Sciences, viết tắt là AMPAS, Hoa Kỳ) trao tặng hàng năm cho diễn viên nữ có vai diễn phụ xuất sắc nhất trong năm đó của ngành công nghiệp điện ảnh. Tính cho đến lễ trao Giải Oscar lần thứ 80 (năm 2008) đã có tổng cộng 72 giải Oscar vai nữ phụ được trao cho 70 nữ diễn viên khác nhau trong đó người đầu tiên được nhận giải thưởng này là nữ diễn viên Gale Sondergaard, người chiến thắng trong lễ trao Giải Oscar lần thứ 9 cho vai diễn của cô trong bộ phim Anthony Adverse.

## Các kỷ lục
Hai nữ diễn viên duy nhất cho đến nay từng hai lần giành chiến thắng ở hạng mục này là Shelley Winters (1959 và 1965) và Dianne Wiest (1986 và 1994).
Thelma Ritter đang là nữ diễn viên giữ kỷ lục về số lần đề cử (6 lần) cũng như kỷ lục về số lần đề cử của một người chưa từng chiến thắng trong hạng mục nữ diễn viên phụ. Ritter còn là người giữ kỷ lục về số lần được đề cử liên tiếp (4 lần, từ năm 1982 đến năm 1984). Xếp sau bà về số lần đề cử (4 lần) là các nữ diễn viên Ethel Barrymore, Agnes Moorehead, Lee Grant, Maureen Stapleton, Geraldine Page và Maggie Smith.

## Danh sách cụ thể

### Thập niên 1930
| Năm  | Diễn viên giành giải (Vai diễn)                                        | Đề cử khác (Phim tham gia) |
| ---- | ---------------------------------------------------------------------- | --- |
| 1936 | Gale Sondergaard (Faith Paleologus trong Anthony Adverse)              | - Beulah Bondi (The Gorgeous Hussy) - Alice Brady (My Man Godfrey) - Bonita Granville (These Three) - Maria Ouspenskaya (Dodsworth)                                                                   |
| 1937 | Alice Brady (Molly O'Leary trong In Old Chicago)                       | - Andrea Leeds (Stage Door) - Anne Shirley (Stella Dallas) - Claire Trevor (Dead End) - May Whitty (Night Must Fall)                                                                                  |
| 1938 | Fay Bainter (Belle Massey trong Jezebel)                               | - Beulah Bondi (Of Human Hearts) - Billie Burke (Merrily We Live) - Spring Byington (You Can't Take It with You) Miliza Korjus (The Great Waltz)                                                      |
| 1939 | Hattie McDaniel (Mammy trong Cuốn theo chiều gió) (Gone with the Wind) | - Olivia de Havilland (Cuốn theo chiều gió) (Gone with the Wind) - Geraldine Fitzgerald (Đồi gió hú) (Wuthering Heights) - Edna May Oliver (Drums Along the Mohawk) - Maria Ouspenskaya (Love Affair) |

### Thập niên 1940
| Năm  | Diễn viên giành giải (Vai diễn)                                             | Đề cử khác (Phim tham gia) |
| ---- | --------------------------------------------------------------------------- | --- |
| 1940 | Jane Darwell (Ma Joad trong Chùm nho nổi giận) (The Grapes of Wrath)        | - Judith Anderson (Rebecca) - Barbara O'Neil (All This and Heaven Too) - Ruth Hussey (The Philadelphia Story) - Marjorie Rambeau (Primrose Path)              |
| 1941 | Mary Astor (Sandra Kovak trong The Great Lie)                               | - Sara Allgood (How Green Was My Valley) - Patricia Collinge (The Little Foxes) - Teresa Wright (The Little Foxes) - Margaret Wycherly (Sergeant York)        |
| 1942 | Teresa Wright (Carol Beldon Miniver trong Mrs. Miniver)                     | - Gladys Cooper (Now, Voyager) - Agnes Moorehead (The Magnificent Ambersons) - Susan Peters (Random Harvest) - May Whitty (Mrs. Miniver)                      |
| 1943 | Katina Paxinou (Pilar trong Chuông nguyện hồn ai) (For Whom the Bell Tolls) | - Gladys Cooper (The Song of Bernadette) - Anne Revere (The Song of Bernadette) - Paulette Goddard (So Proudly We Hail!) - Lucile Watson (Watch on the Rhine) |
| 1944 | Ethel Barrymore (Ma Mott trong None But the Lonely Heart)                   | - Jennifer Jones (Since You Went Away) - Angela Lansbury (Gaslight) Agnes Moorehead (Mrs. Parkington) - Aline MacMahon (Dragon Seed)                          |
| 1945 | Anne Revere (Araminty Brown trong National Velvet)                          | - Eve Arden (Mildred Pierce) - Ann Blyth (Mildred Pierce) - Angela Lansbury (The Picture of Dorian Gray) - Joan Lorring (The Corn Is Green)                   |
| 1946 | Anne Baxter (Sopie Nelson Macdonald trong The Razor's Edge)                 | - Ethel Barrymore (The Spiral Staircase) - Lillian Gish (Duel in the Sun) - Flora Robson (Saratoga Trunk) - Gale Sondergaard (Anna and the King of Siam)      |
| 1947 | Celeste Holm (Anne Dettrey trong Gentleman's Agreement)                     | - Ethel Barrymore (The Paradine Case) - Gloria Grahame (Crossfire) - Marjorie Main (The Egg and I) - Anne Revere (Gentleman's Agreement)                      |
| 1948 | Claire Trevor (Gaye Dawn trong Key Largo)                                   | - Agnes Moorehead (Johnny Belinda) - Jean Simmons (Hamlet) - Barbara Bel Geddes (I Remember Mama) - Ellen Corby (I Remember Mama)                             |
| 1949 | Mercedes McCambridge (Sadie Burke trong All the King's Men)                 | - Ethel Barrymore (Pinky) - Ethel Waters (Pinky) - Celeste Holm (Come to the Stable) - Elsa Lanchester (Come to the Stable)                                   |

### Thập niên 1950
| Năm  | Diễn viên giành giải (Vai diễn)                                                            | Đề cử khác (Phim tham gia) |
| ---- | ------------------------------------------------------------------------------------------ | --- |
| 1950 | Josephine Hull (Veta Louise Simmons trong Harvey)                                          | - Celeste Holm (All About Eve) - Thelma Ritter (All About Eve) - Hope Emerson (Caged) - Nancy Olson (Sunset Boulevard)                                 |
| 1951 | Kim Hunter (Stella Kowalski trong Chuyến tàu mang tên Dục vọng) (A Streetcar Named Desire) | - Joan Blondell (The Blue Veil) - Lee Grant (Detective Story - Thelma Ritter (The Mating Season) - Mildred Dunnock (Death of a Salesman)               |
| 1952 | Gloria Grahame (Rosemary Bartlow trong The Bad and the Beautiful)                          | - Jean Hagen (Singin' in the Rain) - Colette Marchand (Moulin Rouge) - Terry Moore (Come Back, Little Sheba) - Thelma Ritter (With a Song in My Heart) |
| 1953 | Donna Reed (Alma Burke trong From Here to Eternity)                                        | - Geraldine Page (Hondo) - Grace Kelly (Mogambo) - Marjorie Rambeau (Torch Song) - Thelma Ritter (Pickup on South Street)                              |
| 1954 | Eva Marie Saint (Edie Doyle trong On the Waterfront)                                       | - Nina Foch (Executive Suite) - Katy Jurado (Broken Lance) - Jan Sterling (The High and the Mighty) - Claire Trevor (The High and the Mighty)          |
| 1955 | Jo Van Fleet (Kate trong Phía Tây vườn Địa đàng) (East of Eden)                            | - Betsy Blair (Marty) - Peggy Lee (Pete Kelly's Blues) - Marisa Pavan (The Rose Tattoo) - Natalie Wood (Rebel Without a Cause)                         |
| 1956 | Dorothy Malone (Marylee Hadley trong Written on the Wind)                                  | - Mildred Dunnock (Baby Doll) - Eileen Heckart (The Bad Seed) - Patty McCormack (The Bad Seed) - Mercedes McCambridge (Giant)                          |
| 1957 | Miyoshi Umeki (Katsumi Kelly trong Sayonara)                                               | - Carolyn Jones (The Bachelor Party) - Elsa Lanchester (Witness for the Prosecution) - Diane Varsi (Peyton Place) - Hope Lange (Peyton Place)          |
| 1958 | Wendy Hiller (Pat Cooper trong Separate Tables)                                            | - Peggy Cass (Auntie Mame) - Martha Hyer (Some Came Running) - Maureen Stapleton (Lonelyhearts) - Cara Williams (The Defiant Ones)                     |
| 1959 | Shelley Winters (Petronella Van Daan trong Nhật ký Anne Frank) (The Diary of Anne Frank)   | - Hermione Baddeley (Room at the Top) - Susan Kohner (Imitation of Life) - Juanita Moore (Imitation of Life) - Thelma Ritter (Pillow Talk)             |

### Thập niên 1960
| Năm  | Diễn viên giành giải (Vai diễn)                                 | Đề cử khác (Phim tham gia) |
| ---- | --------------------------------------------------------------- | --- |
| 1960 | Shirley Jones (Lula Baines trong Elmer Gantry)                  | - Shirley Knight (Dark at the Top of the Stairs) - Glynis Johns (The Sundowners) - Janet Leigh (Psycho) - Mary Ure (Sons and Lovers)                                                 |
| 1961 | Rita Moreno (Anita trong Câu chuyện phía Tây) (West Side Story) | - Fay Bainter (The Children's Hour) - Judy Garland (Judgment at Nuremberg) - Una Merkel (Summer and Smoke) - Lotte Lenya (The Roman Spring of Mrs. Stone)                            |
| 1962 | Patty Duke (Helen Keller trong The Miracle Worker)              | - Mary Badham (Giết con chim nhại) (To Kill a Mockingbird) - Angela Lansbury (The Manchurian Candidate) - Shirley Knight (Sweet Bird of Youth) - Thelma Ritter (Birdman of Alcatraz) |
| 1963 | Margaret Rutherford (Nữ công tước Brighton trong The V.I.P.s)   | - Diane Cilento (Tom Jones) - Edith Evans (Tom Jones) - Joyce Redman (Tom Jones) - Lilia Skala (Lilies of the Field)                                                                 |
| 1964 | Lila Kedrova (Madame Hortense trong Zorba the Greek)            | - Gladys Cooper (My Fair Lady) - Edith Evans (The Chalk Garden) - Grayson Hall (The Night of the Iguana) - Agnes Moorehead (Hush... Hush, Sweet Charlotte)                           |
| 1965 | Shelley Winters (Rose-Ann D'Arcy trong A Patch of Blue)         | - Peggy Wood (The Sound of Music) - Ruth Gordon (Inside Daisy Clover) - Joyce Redman (Othello) - Maggie Smith (Othello)                                                              |
| 1966 | Sandy Dennis (Honey trong Who's Afraid of Virginia Woolf?)      | - Wendy Hiller (A Man for All Seasons) - Jocelyne LaGarde (Hawaii) - Vivien Merchant (Alfie) - Geraldine Page (You're a Big Boy Now)                                                 |
| 1967 | Estelle Parsons (Blanche Barrow trong Bonnie and Clyde)         | - Katharine Ross (The Graduate) - Carol Channing (Thoroughly Modern Millie) - Mildred Natwick (Barefoot in the Park) - Beah Richards (Guess Who's Coming to Dinner)                  |
| 1968 | Ruth Gordon (Minnie Castevet trong Rosemary's Baby)             | - Lynn Carlin (Faces) - Kay Medford (Funny Girl) - Estelle Parsons (Rachel, Rachel) Sondra Locke (The Heart is a Lonely Hunter)                                                      |
| 1969 | Goldie Hawn (Toni Simmons trong Cactus Flower)                  | - Sylvia Miles (Midnight Cowboy) - Susannah York (They Shoot Horses, Don't They?) - Dyan Cannon (Bob & Carol & Ted & Alice) - Catherine Burns (Last Summer)                          |

### Thập niên 1970
| Năm  | Diễn viên giành giải (Vai diễn)                                   | Đề cử khác (Phim tham gia) |
| ---- | ----------------------------------------------------------------- | --- |
| 1970 | Helen Hayes (Ada Quonsett trong Airport)                          | - Karen Black (Five Easy Pieces) - Lee Grant (The Landlord) - Sally Kellerman (M*A*S*H) - Maureen Stapleton (Airport)                                                                                        |
| 1971 | Cloris Leachman (Ruth Popper trong The Last Picture Show)         | - Ellen Burstyn (The Last Picture Show) - Barbara Harris (Who Is Harry Kellerman and Why Is He Saying Those Terrible Things About Me?) - Margaret Leighton (The Go-Between) - Ann-Margret (Carnal Knowledge) |
| 1972 | Eileen Heckart (Bà Baker trong Butterflies Are Free)              | - Jeannie Berlin (The Heartbreak Kid) - Geraldine Page (Pete 'N' Tillie) - Susan Tyrrell (Fat City) - Shelley Winters (The Poseidon Adventure)                                                               |
| 1973 | Tatum O'Neal (Addie Loggins trong Paper Moon)                     | - Linda Blair (The Exorcist) - Candy Clark (American Graffiti) - Madeline Kahn (Paper Moon) - Sylvia Sidney (Summer Wishes, Winter Dreams)                                                                   |
| 1974 | Ingrid Bergman (Greta Ohlsson trong Murder on the Orient Express) | - Valentina Cortese (La Nuit américaine) - Madeline Kahn (Blazing Saddles) - Diane Ladd (Alice Doesn't Live Here Anymore) - Talia Shire (Bố già phần II) (The Godfather Part II)                             |
| 1975 | Lee Grant (Felicia trong Shampoo)                                 | - Ronee Blakley (Nashville) - Lily Tomlin (Nashville) - Sylvia Miles (Farewell, My Lovely) - Brenda Vaccaro (Jacqueline Susann's Once Is Not Enough)                                                         |
| 1976 | Beatrice Straight (Louise Schumacher trong Network)               | - Jane Alexander (All the President's Men) - Jodie Foster (Taxi Driver) - Lee Grant (Voyage of the Damned) - Piper Laurie (Carrie)                                                                           |
| 1977 | Vanessa Redgrave (Julia trong Julia)                              | - Leslie Browne (The Turning Point) - Melinda Dillon (Close Encounters of the Third Kind) - Tuesday Weld (Looking for Mr. Goodbar) - Quinn Cummings (The Goodbye Girl)                                       |
| 1978 | Maggie Smith (Diana Barrie trong California Suite)                | - Meryl Streep (The Deer Hunter) - Penelope Milford (Coming Home) - Dyan Cannon (Heaven Can Wait) - Maureen Stapleton (Interiors)                                                                            |
| 1979 | Meryl Streep (Joanna Kramer trong Kramer vs. Kramer)              | - Candice Bergen (Starting Over) - Jane Alexander (Kramer vs. Kramer) - Barbara Barrie (Breaking Away) - Mariel Hemingway (Manhattan)                                                                        |

### Thập niên 1980
| Năm  | Diễn viên giành giải (Vai diễn)                              | Đề cử khác (Phim tham gia) |
| ---- | ------------------------------------------------------------ | --- |
| 1980 | Mary Steenburgen (Lynda Dunmar trong Melvin and Howard)      | - Eva Le Gallienne (Resurrection) - Eileen Brennan (Private Benjamin) - Cathy Moriarty (Raging Bull) - Diana Scarwid (Inside Moves)                                  |
| 1981 | Maureen Stapleton (Emma Goldman trong Reds)                  | - Melinda Dillon (Absence of Malice) - Joan Hackett (Only When I Laugh) - Jane Fonda (On Golden Pond) - Elizabeth McGovern (Ragtime)                                 |
| 1982 | Jessica Lange (Julie Nichols trong Tootsie)                  | - Lesley Ann Warren (Victor/Victoria) - Glenn Close (The World According to Garp) - Kim Stanley (Frances) - Teri Garr (Tootsie)                                      |
| 1983 | Linda Hunt (Billy Kwan trong The Year of Living Dangerously) | - Glenn Close (The Big Chill) - Cher (Silkwood) - Amy Irving (Yentl) - Alfre Woodard (Cross Creek)                                                                   |
| 1984 | Peggy Ashcroft (Bà Moore trong A Passage to India)           | - Glenn Close (The Natural) - Lindsay Crouse (Places in the Heart) - Christine Lahti (Swing Shift) - Geraldine Page (The Pope of Greenwich Village)                  |
| 1985 | Anjelica Huston (Maerose Prizzi trong Prizzi's Honor)        | - Oprah Winfrey (The Color Purple) - Margaret Avery (The Color Purple) - Amy Madigan (Twice in a Lifetime) - Meg Tilly (Agnes of God)                                |
| 1986 | Dianne Wiest (Holly trong Hannah and Her Sisters)            | - Piper Laurie (Children of a Lesser God) - Tess Harper (Crimes of the Heart) - Mary Elizabeth Mastrantonio (The Color of Money) - Maggie Smith (A Room with a View) |
| 1987 | Olympia Dukakis (Rose Castorini trong Moonstruck)            | - Anne Archer (Fatal Attraction) - Norma Aleandro (Gaby-A True Story) - Anne Ramsey (Throw Momma from the Train) - Ann Sothern The Whales of August                  |
| 1988 | Geena Davis (Muriel Pritchett trong The Accidental Tourist)  | - Michelle Pfeiffer (Dangerous Liaisons) - Joan Cusack (Working Girl) - Sigourney Weaver (Working Girl) - Frances McDormand (Mississippi Burning)                    |
| 1989 | Brenda Fricker (Bà Brown trong My Left Foot)                 | - Anjelica Huston (Enemies, a Love Story) - Lena Olin (Enemies, a Love Story) - Dianne Wiest (Parenthood) - Julia Roberts (Steel Magnolias)                          |

### Thập niên 1990
| Năm                        | Nữ diễn viên               | Phim                     | Vai diễn |
| -------------------------- | -------------------------- | ------------------------ | -------- |
| 1990 Giải Oscar lần thứ 63 |                            |                          |          |
| Whoopi Goldberg            | Ghost                      | Oda Mae Brown            |          |
| Annette Bening             | The Grifters               | Myra Langtry             |          |
| Lorraine Bracco            | Goodfellas                 | Karen Hill               |          |
| Diane Ladd                 | Wild at Heart              | Marietta Fortune         |          |
| Mary McDonnell             | Dances with Wolves         | Stands With A Fist       |          |
| 1991 Giải Oscar lần thứ 64 |                            |                          |          |
| Mercedes Ruehl             | The Fisher King            | Anne Napolitano          |          |
| Diane Ladd                 | Rambling Rose              | Mother                   |          |
| Juliette Lewis             | Cape Fear                  | Danielle Bowden          |          |
| Kate Nelligan              | The Prince of Tides        | Lila Wingo Newbury       |          |
| Jessica Tandy              | Fried Green Tomatoes       | Ninny Threadgoode        |          |
| 1992 Giải Oscar lần thứ 65 |                            |                          |          |
| Marisa Tomei               | My Cousin Vinny            | Mona Lisa Vito           |          |
| Judy Davis                 | Husbands and Wives         | Sally Wainwright         |          |
| Joan Plowright             | Enchanted April            | Mrs. Fisher              |          |
| Vanessa Redgrave           | Howards End                | Ruth Wilcox              |          |
| Miranda Richardson         | Damage                     | Ingrid Fleming           |          |
| 1993 Giải Oscar lần thứ 66 |                            |                          |          |
| Anna Paquin                | The Piano                  | Flora McGrath            |          |
| Holly Hunter               | The Firm                   | Tammy Hemphill           |          |
| Rosie Perez                | Fearless                   | Carla Rodrigo            |          |
| Winona Ryder               | The Age of Innocence       | May Welland              |          |
| Emma Thompson              | In the Name of the Father  | Gareth Peirce            |          |
| 1994 Giải Oscar lần thứ 67 |                            |                          |          |
| Dianne Wiest               | Bullets over Broadway      | Helen Sinclair           |          |
| Rosemary Harris            | Tom & Viv                  | Rose Robinson Haigh-Wood |          |
| Helen Mirren               | The Madness of King George | Queen Charlotte          |          |
| Uma Thurman                | Pulp Fiction               | Mia Wallace              |          |
| Jennifer Tilly             | Bullets over Broadway      | Olive Neal               |          |
| 1995 Giải Oscar lần thứ 68 |                            |                          |          |
| Mira Sorvino               | Mighty Aphrodite           | Linda Ash                |          |
| Joan Allen                 | Nixon                      | Pat Nixon                |          |
| Kathleen Quinlan           | Apollo 13                  | Marilyn Lovell           |          |
| Mare Winningham            | Georgia                    | Georgia Flood            |          |
| Kate Winslet               | Sense and Sensibility      | Marianne Dashwood        |          |
| 1996 Giải Oscar lần thứ 69 |                            |                          |          |
| Juliette Binoche           | The English Patient        | Hana                     |          |
| Joan Allen                 | The Crucible               | Elizabeth Proctor        |          |
| Lauren Bacall              | The Mirror Has Two Faces   | Hannah Morgan            |          |
| Barbara Hershey            | The Portrait of a Lady     | Madame Serena Merle      |          |
| Marianne Jean-Baptiste     | Secrets & Lies             | Hortense Cumberbatch     |          |
| 1997 Giải Oscar lần thứ 70 |                            |                          |          |
| Kim Basinger               | L.A. Confidential          | Lynn Bracken             |          |
| Joan Cusack                | In & Out                   | Emily Montgomery         |          |
| Minnie Driver              | Good Will Hunting          | Skylar Grey              |          |
| Julianne Moore             | Boogie Nights              | Amber Waves              |          |
| Gloria Stuart              | Titanic                    | Rose Calvert             |          |
| 1998 Giải Oscar lần thứ 71 |                            |                          |          |
| Judi Dench                 | Shakespeare in Love        | Elizabeth I của Anh      |          |
| Kathy Bates                | Primary Colors             | Libby Holden             |          |
| Brenda Blethyn             | Little Voice               | Mari Hoff                |          |
| Rachel Griffiths           | Hilary and Jackie          | Hilary du Pré            |          |
| Lynn Redgrave              | Gods and Monsters          | Hanna                    |          |
| 1999 Giải Oscar lần thứ 72 |                            |                          |          |
| Angelina Jolie             | Girl, Interrupted          | Lisa Rowe                |          |
| Toni Collette              | The Sixth Sense            | Lynn Sear                |          |
| Catherine Keener           | Being John Malkovich       | Maxine Lund              |          |
| Samantha Morton            | Sweet and Lowdown          | Hattie                   |          |
| Chloë Sevigny              | Boys Don't Cry             | Lana Tisdel              |          |

### Thập niên 2000
| Năm                        | Nữ diễn viên             | Phim                 | Vai diễn |
| -------------------------- | ------------------------ | -------------------- | -------- |
| 2000 Giải Oscar lần thứ 73 |                          |                      |          |
| Marcia Gay Harden          | Pollock                  | Lee Krasner          |          |
| Judi Dench                 | Chocolat                 | Armande Voizin       |          |
| Kate Hudson                | Almost Famous            | Penny Lane           |          |
| Frances McDormand          | Almost Famous            | Elaine Miller        |          |
| Julie Walters              | Billy Elliot             | Georgia Wilkinson    |          |
| 2001 Giải Oscar lần thứ 74 |                          |                      |          |
| Jennifer Connelly          | A Beautiful Mind         | Alicia Nash          |          |
| Helen Mirren               | Gosford Park             | Jane Wilson          |          |
| Maggie Smith               | Gosford Park             | Constance Trentham   |          |
| Marisa Tomei               | In the Bedroom           | Natalie Strout       |          |
| Kate Winslet               | Iris                     | Iris Murdoch         |          |
| 2002 Giải Oscar lần thứ 75 |                          |                      |          |
| Catherine Zeta-Jones       | Chicago                  | Velma Kelly          |          |
| Kathy Bates                | About Schmidt            | Roberta Hertzel      |          |
| Julianne Moore             | The Hours                | Laura McGrath Brown  |          |
| Queen Latifah              | Chicago                  | Matron Mama Morton   |          |
| Meryl Streep               | Adaptation               | Susan Orlean         |          |
| 2003 Giải Oscar lần thứ 76 |                          |                      |          |
| Renée Zellweger            | Cold Mountain            | Ruby Thewes          |          |
| Shohreh Aghdashloo         | House of Sand and Fog    | Nadereh Behrani      |          |
| Patricia Clarkson          | Pieces of April          | Joy Burns            |          |
| Marcia Gay Harden          | Mystic River             | Celeste Boyle        |          |
| Holly Hunter               | Thirteen                 | Melanie Freeland     |          |
| 2004 Giải Oscar lần thứ 77 |                          |                      |          |
| Cate Blanchett             | The Aviator              | Katharine Hepburn    |          |
| Laura Linney               | Kinsey                   | Clara McMillen       |          |
| Virginia Madsen            | Sideways                 | Maya Randall         |          |
| Sophie Okonedo             | Hotel Rwanda             | Tatiana Rusesabagina |          |
| Natalie Portman            | Closer                   | Alice Ayres          |          |
| 2005 Giải Oscar lần thứ 78 |                          |                      |          |
| Rachel Weisz               | The Constant Gardener    | Tessa Quayle         |          |
| Amy Adams                  | Junebug                  | Ashley Johnsten      |          |
| Catherine Keener           | Capote                   | Nelle Harper Lee     |          |
| Frances McDormand          | North Country            | Glory Dodge          |          |
| Michelle Williams          | Brokeback Mountain       | Alma Beers Del Mar   |          |
| 2006 Giải Oscar lần thứ 79 |                          |                      |          |
| Jennifer Hudson            | Giấc mơ danh vọng        | Effie White          |          |
| Adriana Barraza            | Babel                    | Amelia Hernandez     |          |
| Cate Blanchett             | Notes on a Scandal       | Bathsheba Hart       |          |
| Abigail Breslin            | Hoa hậu nhí ánh dương    | Olive Hoover         |          |
| Rinko Kikuchi              | Babel                    | Chieko Wataya        |          |
| 2007 Giải Oscar lần thứ 80 |                          |                      |          |
| Tilda Swinton              | Michael Clayton          | Karen Crowder        |          |
| Cate Blanchett             | I'm Not There            | Jude Quinn           |          |
| Ruby Dee                   | American Gangster        | Mahalee Lucas        |          |
| Saoirse Ronan              | Atonement                | Briony Tallis        |          |
| Amy Ryan                   | Gone Baby Gone           | Helene McCready      |          |
| 2008 Giải Oscar lần thứ 81 |                          |                      |          |
| Penélope Cruz              | Vicky Cristina Barcelona | María Elena          |          |
| Amy Adams                  | Doubt                    | Sister James         |          |
| Viola Davis                | Doubt                    | Mrs. Miller          |          |
| Taraji P. Henson           | Dị nhân Benjamin         | Queenie              |          |
| Marisa Tomei               | The Wrestler             | Cassidy / Pam        |          |
| 2009 Giải Oscar lần thứ 82 |                          |                      |          |
| Mo'Nique                   | Precious                 | Mary Lee Johnston    |          |
| Penélope Cruz              | Nine                     | Carla Albanese       |          |
| Vera Farmiga               | Up in the Air            | Alex Goran           |          |
| Maggie Gyllenhaal          | Crazy Heart              | Jean Craddock        |          |
| Anna Kendrick              | Up in the Air            | Natalie Keener       |          |

### Thập niên 2010
| Năm                        | Nữ diễn viên             | Phim                   | Vai diễn |
| -------------------------- | ------------------------ | ---------------------- | -------- |
| 2010 Giải Oscar lần thứ 83 |                          |                        |          |
| Melissa Leo                | The Fighter              | Alice Eklund-Ward      |          |
| Amy Adams                  | The Fighter              | Charlene Fleming       |          |
| Helena Bonham Carter       | Nhà vua nói lắp          | Nữ hoàng Elizabeth I   |          |
| Hailee Steinfeld           | True Grit                | Mattie Ross            |          |
| Jacki Weaver               | Animal Kingdom           | Janine "Smurf" Cody    |          |
| 2011 Giải Oscar lần thứ 84 |                          |                        |          |
| Octavia Spencer            | Người giúp việc          | Minny Jackson          |          |
| Bérénice Bejo              | Nghệ sĩ                  | Peppy Miller           |          |
| Jessica Chastain           | Người giúp việc          | Celia Foote            |          |
| Melissa McCarthy           | Bridesmaids              | Megan Price            |          |
| Janet McTeer               | Albert Nobbs             | Hubert Page            |          |
| 2012 Giải Oscar lần thứ 85 |                          |                        |          |
| Anne Hathaway              | Những người khốn khổ     | Fantine                |          |
| Amy Adams                  | The Master               | Peggy Dodd             |          |
| Sally Field                | Lincoln                  | Mary Todd Lincoln      |          |
| Helen Hunt                 | The Sessions             | Cheryl Cohen-Greene    |          |
| Jacki Weaver               | Tình yêu tìm lại         | Dolores Solitano       |          |
| 2013 Giải Oscar lần thứ 86 |                          |                        |          |
| Lupita Nyong'o             | 12 năm nô lệ             | Patsey                 |          |
| Sally Hawkins              | Blue Jasmine             | Ginger                 |          |
| Jennifer Lawrence          | Săn tiền kiểu Mỹ         | Rosalyn Rosenfeld      |          |
| Julia Roberts              | August: Osage County     | Barbara Weston-Fordham |          |
| June Squibb                | Nebraska                 | Kate Grant             |          |
| 2014 Giải Oscar lần thứ 87 |                          |                        |          |
| Patricia Arquette          | Thời thơ ấu              | Olivia Evans           |          |
| Laura Dern                 | Wild                     | Bobbi Grey             |          |
| Keira Knightley            | The Imitation Game       | Joan Clarke            |          |
| Emma Stone                 | Birdman                  | Sam Thomson            |          |
| Meryl Streep               | Khu rừng cổ tích         | The Witch              |          |
| 2015 Giải Oscar lần thứ 88 |                          |                        |          |
| Alicia Vikander            | Cô gái Đan Mạch          | Gerda Wegener          |          |
| Jennifer Jason Leigh       | The Hateful Eight        | Daisy Domergue         |          |
| Rooney Mara                | Carol                    | Therese Belivet        |          |
| Rachel McAdams             | Spotlight                | Sacha Pfeiffer         |          |
| Kate Winslet               | Steve Jobs               | Joanna Hoffman         |          |
| 2016 Giải Oscar lần thứ 89 |                          |                        |          |
| Viola Davis                | Fences                   | Rose Lee Maxson        |          |
| Naomie Harris              | Moonlight                | Paula Harris           |          |
| Nicole Kidman              | Lion                     | Sue Brierley           |          |
| Octavia Spencer            | Hidden Figures           | Dorothy Vaughan        |          |
| Michelle Williams          | Manchester by the Sea    | Randi Chandler         |          |
| 2017 Giải Oscar lần thứ 90 |                          |                        |          |
| Allison Janney             | I, Tonya                 | LaVona Golden          |          |
| Mary J. Blige              | Mudbound                 | Florence Jackson       |          |
| Lesley Manville            | Bóng ma sợi chỉ          | Cyril Woodcock         |          |
| Laurie Metcalf             | Lady Bird: Tuổi nổi loạn | Marion McPherson       |          |
| Octavia Spencer            | Người đẹp và thủy quái   | Zelda Delilah Fuller   |          |